# Ján Horváth
Ján Horváth (29. srpna 1934 Vlčkovce – 20. června 2005) byl slovenský fotbalový útočník.

## Hráčská kariéra
Odchovanec Družstevníku Vlčkovce hrál v československé lize za Spartak Trnava. Nastoupil ve 100 ligových utkáních a dal 19 gólů. Za juniorskou reprezentaci nastoupil ve 2 utkáních. V Poháru vítězů pohárů nastoupil v 1 utkání.

### Prvoligová bilance
| Ročník                                   | Zápasy | Góly | Minuty | Klub           |
| ---------------------------------------- | ------ | ---- | ------ | -------------- |
| 1. československá fotbalová liga 1958/59 | 25     | 4    | –      | Spartak Trnava |
| 1. československá fotbalová liga 1959/60 | 25     | 4    | 2 182  | Spartak Trnava |
| 1. československá fotbalová liga 1960/61 | 26     | 7    | 2 302  | Spartak Trnava |
| 1. československá fotbalová liga 1961/62 | 24     | 4    | 2 058  | Spartak Trnava |
| CELKEM                                   | 100    | 19   | –      |                |